# Friedrich Riecke
Friedrich Joseph Pythagoras Riecke, ab 1862 von Riecke (* 1. Juni 1794 in Brünn; † 13. April 1876 in Stuttgart), war ein württembergischer Mathematiker und Forstwissenschaftler.

## Leben
Er war Sohn des aus Stuttgart stammenden evangelischen Pfarrers Heinrich Riecke und wurde während dessen Arbeit an der Brünner evangelische Gemeinde geboren. Er ist Spross der württembergischen Familie Riecke. 1803 zog die Familie zurück nach Stuttgart, wo er das Gymnasium besuchte. Von 1811 bis 1816 studierte er in Tübingen Theologie, Mathematik und verschieden naturwissenschaftliche Themen. Er wurde 1816 Erzieher des Prinzen von Hohenlohe-Ingelfingen, 1818 Repetent am Theologischen Seminar in Tübingen und 1822 Privatdozent für Mathematik in Tübingen. 1823 wurde er Professor für Mathematik und Physik an der land- und forstwissenschaftlichen Akademie in Hohenheim und lehrte dort bis zu seinem Ruhestand 1864. 1850 wurde er Studienrat und 1852 Oberstudienrat. 1862 erhielt er mit Verleihung des Ritterkreuzes des Ordens der württembergischen Krone den persönlichen Adel.
Er veröffentlichte über mathematische und finanzielle Aspekte der Forstwirtschaft, Landwirtschaft, Kegelschnitte und andere geometrische Themen (wie imaginäre Größen in der Geometrie) und Astronomie.
Leopold Sokrates von Riecke, Professor der Chirurgie und Geburtshilfe in Tübingen, und Gustav Adolf Riecke, Rektor des Lehrerbildungsseminars in Esslingen, waren seine Brüder.

## Schriften (Auswahl)

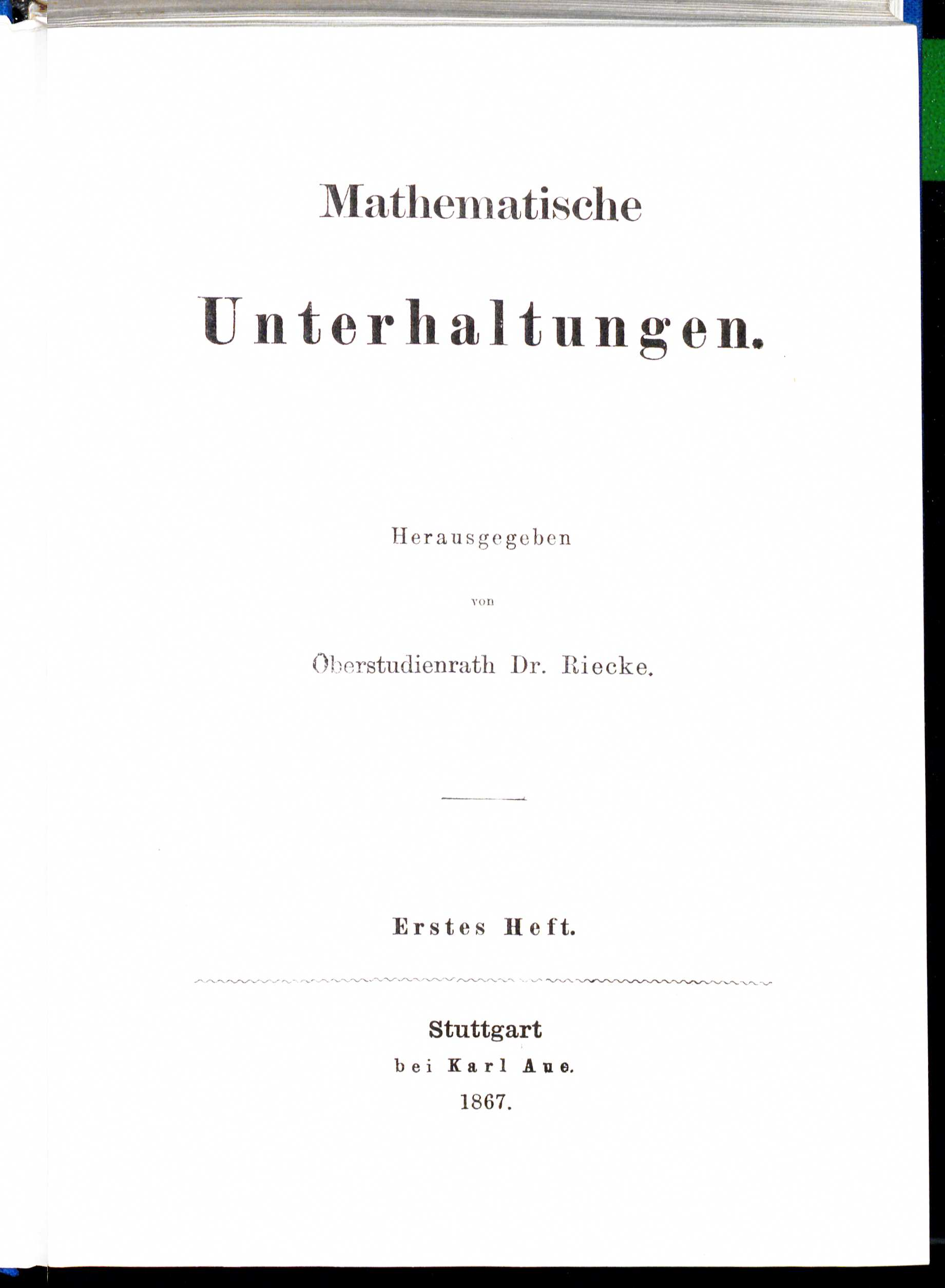
Friedrich Riecke: Mathematische Unterhaltungen Erstes Heft 1867

- Mathematische Unterhaltungen. Stuttgart 1867, 1873, Nachdruck Wiesbaden 1973.
- Die Rechnung mit Richtungszahlen oder die geometrische Behandlung imaginärer Grössen. Metzler, Stuttgart 1856.
- Die Lehre von den Kegelschnitten, dargestellt für das Bedürfniß des Forstwirths. Programm zur Eröffnung der Vorlesungen an dem Land- und forstwirthschaftlichen Institut in Hohenheim im Herbst 1841. Cotta, Stuttgart 1841.
- Über die Berechnung des Geldwerths der Waldungen. Stuttgart 1829.